# Forex
Pour les articles homonymes, voir FX.
Le Forex (en anglais Foreign exchange market ou FX), ou marché des changes, est le marché sur lequel les devises dites convertibles (paire de devises) sont échangées l’une contre l’autre à des taux de change qui varient en permanence.
Le Forex est le marché le plus échangé dans le monde avec environ 6 500 milliards de dollars US échangés chaque jour.
Les institutions qui influencent le plus le marché du Forex sont les banques centrales ainsi que les organismes internationaux tels que le Fonds monétaire international.

## Importance économique
Ce marché, mondial par nature, est le deuxième marché financier de la planète en volume global, derrière celui des taux d'intérêt. Il est néanmoins le plus concentré et le premier pour la liquidité des produits les plus traités, comme la paire euro/dollar : le volume quotidien moyen des échanges était de 5 100 milliards de dollars américains en 2016, soit une baisse de 6 % du volume par rapport à 2013. Tous les chiffres qui suivent sont également issus de l'étude triennale réalisée sur le marché des changes par la Banque des règlements internationaux (BRI).
Ce volume moyen se décompose ainsi :
- 2 460 milliards en swaps ;
- 1 652 milliards en transactions au comptant ;
- 954 milliards en contrats à terme, options et autres produits financiers.

Les transactions en volume étaient :
- pour 51 % entre institutions financières autres que les sociétés de courtage ;
- pour 42 % entre une banque et une société de courtage ;
- et enfin pour 7 % entre une banque et une entité non-financière telle qu'une entreprise ou un gouvernement.

Pour assurer une couverture de leur clients, 24 h sur 24, chaque banque importante possède une salle de marché sur les trois continents. À une équipe située en Asie ou en Australie succède une autre située en Europe puis enfin une troisième située en Amérique du Nord. Ainsi, le marché des changes est ouvert de 22h GMT le dimanche, à l'ouverture de la séance de Sydney, à 22h GMT le vendredi à la fermeture de la séance de New York .
Néanmoins, malgré ce caractère mondial et cette dissémination horaire entre les continents, une part importante de l'activité du marché reste localisée physiquement à Londres.
Selon le dernier rapport de la BRI en date de 2016, le trading sur le marché des changes a augmenté de 54 % depuis 2007 pour atteindre 5 100 milliards de dollars. Le Royaume-Uni et les États-Unis restent largement en tête des échanges, avec 36,9 % de parts de marché pour Londres et 19,5 % pour les États-Unis en 2016. La France se situe loin derrière, avec seulement 2,8 % des échanges mondiaux, contre 3% en 2010.

Le Dollar américain reste la devise la plus échangée, en étant présent dans 87,6% des transactions en 2016 contre 87% en 2013. L'Euro concerne 31,3% des transactions contre 33,4% en 2013 et la part du Yen a également chuté de 23,1 à 21,6% de 2013 à 2016. En contrepartie, la part des devises des pays émergents a augmenté de 18,8 à 21,2% et celle de la Livre Sterling de 11,8 à 12.8% sur la même période, toujours d'après les chiffres de la BRI.

Le marché des changes d'après le Triennal Central Banks Survey de la BRI
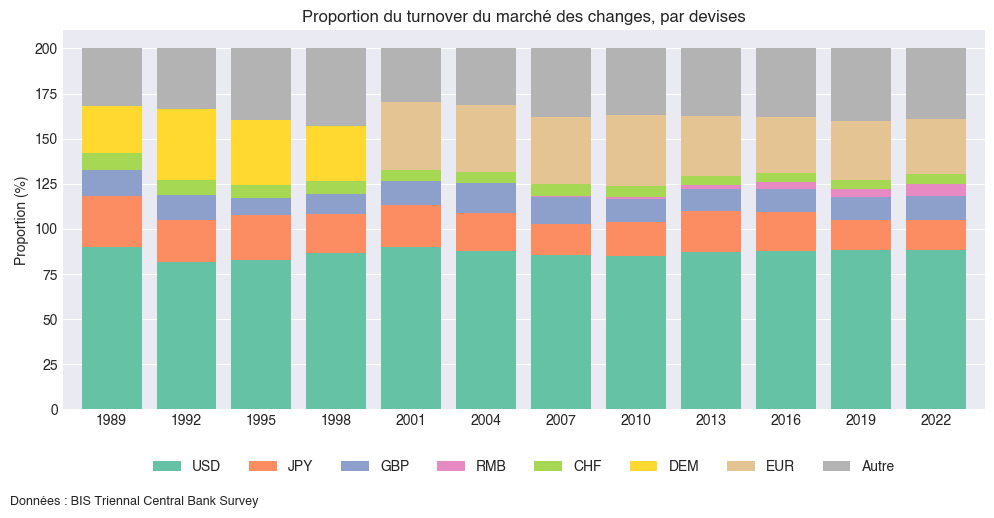
Les devises échangées sur le forex. Le dollar sert de « monnaie véhiculaire » et est donc impliqué dans près de 90% des échanges. USD : Dollar des États-Unis. JPY : Yen japonais. GBP : Livre sterling. RMB : Renminbi. CHF : Franc suisse. DEM : Mark allemand. EUR : Euro.
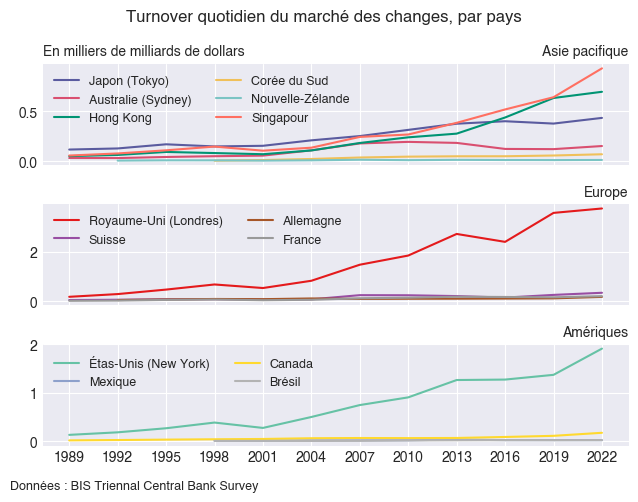
Turnover dans les trois grands fuseaux horaires du marché des changes. Les horaires américains et européens sont dominés respectivement par New York et par Londres. La situation est moins tranchée dans l'Est de l'Asie avec Sydney et Tokyo mais aussi, de plus en plus, Hong Kong et Singapour.

## Historique
Le marché des changes existe sous sa forme actuelle, dite régime des changes flottants, depuis mars 1973 et l’abandon de la fixité des taux de change des diverses monnaies par rapport à l’étalon dollar issue des accords de Bretton Woods en 1944.

## Caractéristiques du Forex

### Taux flottants et taux fixes
Il convient de faire la distinction entre les devises dites flottantes, et les devises dites fixes. Le taux d'une devise fixe est défini arbitrairement par un État. Dans de nombreux cas il est indexé sur une devise majeure en général comme l'euro ou le dollar américain. Il ne peut être modifié que par une décision de cet État. Pour maintenir ce taux, la banque centrale de l'État concerné achète ou vend sa propre devise sur le marché des changes contre la devise par rapport à laquelle la valeur de sa monnaie est fixée afin de maintenir un niveau stable d'offre et de demande. Le taux d'une devise flottante dépend, quant à lui, uniquement des fluctuations du marché, il subit simplement l'influence de l'offre et de la demande sans l'intervention permanente de sa banque centrale.
Le franc pacifique, la couronne danoise, le dollar de Hong Kong et le dirham des Émirats Arabes Unis sont des exemples de devises fixes. Le dollar américain, l'euro, le yen, le franc suisse et le yuan chinois sont des exemples de devises à taux flottants.
Le franc suisse est un cas particulier, c'est une devise flottante que la Banque nationale suisse (BNS) avait décidé de plafonner à la parité 1 € = 1,20 CHF (c'est-à-dire que 1 € ne pourrait pas valoir moins que 1,20 CHF), non pas par décret mais en affichant une volonté forte et en réalisant simplement des opérations sur le marché. Ce plafonnement était en place entre le 6 septembre 2011 et le 15 janvier 2015, date à laquelle il a été supprimé par la Banque Nationale Suisse.

### Cotation
En Forex, on exprime toujours le taux d'une devise par rapport à une autre. Prenons l'exemple de la cotation de l'EUR/USD au 13 mai 2019 : « EUR/USD = 1,1231 ». Il faut traduire cette cotation par « 1 euro équivaut à 1,123 1 dollars américains ». L'euro est la devise cotée au certain (puisqu'elle vaut toujours UN), tandis que le dollar est la devise cotée à l'incertain (puisqu'on ne connaît pas sa valeur sans avoir vu auparavant une page de cotation).
La devise de gauche est appelée la devise de base (ici EUR), celle de droite est appelée la devise de contre-partie ou devise de contre-valeur (ici USD). Et la cotation se lit toujours dans le même ordre : on exprime la devise de base en fonction de la devise de contre-partie.
La plus petite différence de cotation possible est le pip, ou percentage in point. Pour la grande majorité des devises, il s'agit de la quatrième décimale de la cotation. Par exemple, si le cours passe de 1,1231 à 1,1233, alors le cours est monté de 2 pips. Le yen est une exception en ce qui concerne la valeur du pip: dans ce cas particulier, le pip est la deuxième décimale de la cotation.

### Horaires de cotation
Le marché du Forex est ouvert 24 heures sur 24. En effet, les principales places boursières dans le monde se relaient (Londres, puis New York, puis Sydney, puis Tokyo) ne causant ainsi aucune interruption pour les traders, à l'exception des week-ends. En pratique, les cotations sur le Forex commencent le dimanche soir avec l'ouverture de la bourse de Sydney (22 h GMT à plus ou moins une heure également) et s'arrêtent le vendredi soir après la fermeture de la bourse de New York (22 h GMT à plus ou moins une heure en fonction du décalage en heure d'été). Mais en réalité, il n'y a pas d'horaire d'ouverture ou de fermeture fixe pour les cotations, puisque le Forex est un marché de gré à gré et non pas une place boursière. Donc en théorie, il peut y avoir des cotations n'importe quand, le samedi, les jours fériés ou même le jour de l'an.
Bien qu'ouvert 24 heures sur 24 en semaine, la plus grosse part de l'activité a lieu quand la bourse de Londres est ouverte. Le marché est traditionnellement plus calme le lundi (car il n'y a pas de chiffre économique important) et de plus en plus volatil en fin de semaine, avec souvent un maximum le vendredi (jour de sortie de chiffres économiques les plus importants).

### Effet de levier
Une des caractéristiques essentielles des échanges sur le Forex est l'effet de levier important, proposé par les courtiers (jusqu'à 1000 chez certains courtiers spécialisés pour les particuliers, comparé à 5 sur le SRD pour le marché des actions). L'effet de levier permet de mettre sur le marché une somme jusqu'à 1000 fois supérieure à celle que le client possède, avec une prise de risque tout aussi élevée. Un effet de levier trop important, associé à une méconnaissance du marché, est d'ailleurs la cause de ruine de beaucoup de particuliers alors que le marché Forex est 2 à 3 fois moins volatil que le marché des actions.
Le point clé à comprendre est que le levier est un moyen d'augmenter la taille de sa position tout en maintenant le même niveau de risque. Les leviers sont des outils qui permettent aux traders d'atteindre le niveau de risque qu'ils se sont fixé[réf. nécessaire].

### Différents types d'ordres
Il existe plusieurs types d'ordres sur le Forex : les ordres simples, à savoir les ordres au marché, les ordres limites et les ordres stop et enfin les ordres combinés, à savoir les ordres OCO ou If Done.

### Forex pour les particuliers
Les négociations sur le Forex ne se faisant pas sur un marché organisé mais sur un marché interbancaire, le seul moyen pour les particuliers avant les années 2000 pour investir sur les taux de change était de passer par une institution bancaire. Cependant, avec des montants minimums requis de transaction autour du million d'euro, peu d'investisseurs avaient accès à ce marché. Depuis les années 2000 et la mise en application de la directive MiFID, tous les investisseurs, particuliers et professionnels, peuvent alors négocier sur le marché des changes pour des montants plus faibles par l’intermédiaire de courtiers. Ce marché s'est fortement développé ces dernières années grâce à Internet, et avec lui la fraude sur le marché des changes.
En France, l'AMF émet régulièrement des communiqués sur les risques élevés de perte associés au Forex (jusqu'à 400 fois les capitaux engagés), publie régulièrement la liste des sites web non agréés, et met en garde même pour des sites ayant un agrément, du nombre croissant d'abus constatés. En octobre 2014, l'AMF a publié une « Étude des résultats des investisseurs particuliers sur le trading de CFD et de Forex en France », basée sur un échantillon de 14799 investisseurs individuels pendant plus de 4 ans, qui montre que 9 personnes sur 10 sont perdantes sur ces marchés.
Le 10 janvier 2017, dans le cadre de sa mobilisation depuis plusieurs années afin de dénoncer le danger pour les particuliers des produits spéculatifs de trading tels que le Forex, l'AMF a défini les modalités du mécanisme d'interdiction de la publicité auprès des particuliers pour les produits financiers les plus risqués, ceci dans le cadre de la loi dite  Sapin 2.

#### Abus les plus courants
Les abus ou escroqueries constatés les plus fréquents sont les suivants :
- L’impossibilité de retirer son argent : le courtier empêche tout retrait, ou n'accepte des retraits qu'une fois un seuil minimal sur le compte atteint[11].
- La fraude à la carte bancaire : une fois les données bancaires communiquées (par téléphone ou à la suite d'un premier dépôt) des prélèvements sont effectués sur le compte des clients sans leur accord.
- Une offre de « bonus » est proposée aux clients, la société s'engageant à créditer le compte du client du même montant que celui-ci dépose. Le client apprend par la suite que le bonus n'est accordé que sous réserve d'avoir parié au moins x fois son montant (de 20 à 30 fois dans les cas cités).
- La fraude aux comptes gérés : des offres de formation sont proposées, et un « coach » est affecté au client. Très souvent, il est proposé aux débutants d'être conseillés téléphoniquement dans leur paris par le coach. Lors des premières pertes, les coaches conseillent au client de placer des fonds supplémentaires pour « se refaire ». Lorsque les paris perdants s'accumulent, « le coach devient injoignable ou apporte pour seule explication qu’un mauvais trade est à l’origine des pertes »[12].
- La fraude aux robots de trading algorithmique est très présente sur le marché du Forex. Il s'agit de proposer des robots qui ont des performances prétendument exceptionnelles mais dont les résultats sont en fait falsifiés ou biaisés.

## Produits traités

### Au comptant
Le volume quotidien des transactions au comptant (prix spot en anglais) ont chuté de 2 047 milliards de dollars en 2013 à 1 700 milliards de dollars en 2016. Il s'agit du premier déclin des transactions au comptant depuis 2001, et ce déclin est la raison principale de la baisse globale des volumes échangés sur les marchés des changes depuis 2013.
Les principales paires traitées au comptant en 2016 étaient, selon la BRI :
- l'euro/dollar - 23,1 % ;
- le dollar américain/yen - 17,8 % ;
- la livre sterling/dollar américain - 9,3 % ;
- le dollar américain/dollar australien - 5,2%
- le dollar américain/dollar canadien - 4,3%

### Change à terme
Le change à terme n'est ni plus ni moins qu'un échange au comptant (spot) avec une date de règlement/livraison décalée dans le temps. Il se décompose en deux produits : un swap de change plus un échange au comptant. C'est le plus simple et le principal produit utilisé pour les couvertures, d'où des volumes engendrés sur les swaps, supérieurs aux volumes sur le comptant.

### Options de change
Le marché des options de change est principalement constitué des options simples dites Vanilles. Enfin, le marché des options de change est le plus divers et le plus inventif des marchés d'options. C'est lui qui est à l'origine de quasiment toutes les formes d'options dites exotiques : de première génération (options à barrière(s), options binaires), ou de deuxième génération (options asiatiques, options sur options, etc.).
Les options binaires sont des options qui possèdent une ou deux barrières. Une barrière est un niveau de cours choisi à l'avance par le trader, lors de l'achat (ou la vente) de l'option. Si les cotations atteignent ce niveau, l'option sera, suivant le type de barrière choisie, activée ou désactivée. Ce qui déclenchera un « Payout » (c'est-à-dire le paiement) ou non, d'une prime déterminée à l'avance.
Les options binaires sont de deux types : américaines ou digitales. Les options américaines comprennent les options « One Touch », « No Touch », « Double Touch » et « Double No Touch ». Les options digitales comprennent les options « One Touch » et « No Touch » seulement. Sur le marché des professionnels, la quasi-totalité des options binaires sont de type américain.
Une autre grande différence existe entre options vanilles et binaires est le fait que les premières peuvent générer une position sur le sous-jacent (le spot), en cas d'exercice, tandis que les secondes peuvent déclencher un paiement.
Pour les particuliers, les courtiers d'options binaires vous proposent un profit pouvant aller jusqu'à 85 % pour les particuliers. Ils proposent trois types d'options binaires :
1. High/Low : le cours du sous-jacent doit être situé à l'échéance au-dessus ou en dessous d'un prix fixé au départ de l'option.
2. Zone : le cours du sous-jacent doit être situé à l'échéance dans une fourchette de prix fixée au départ de l'option.
3. One Touch : le cours du sous-jacent doit avoir touché ou dépassé un prix fixé au départ de l'option.

Une des grandes différences entre les options binaires proposées pour les particuliers et celles traitées sur les marchés des professionnels est leur durée de vie. Pour les particuliers, cette dernière dure quelques heures, voire la journée, tandis que chez les professionnels, elles peuvent durer plusieurs années. En pratique, il n'est d'ailleurs pas possible pour un professionnel de traiter une option binaire échéance dans quelques heures dans la mesure où celle-ci s'apparente tout simplement à une position spot.

## Trading et opérations de change

### Couverture (hedging)
Le principe consiste à prendre une position inverse à la position naturelle, induite par l'actif étranger en possession (usine, matière première à acheter, recettes à l'exportation, etc.). Le but étant d'annuler ou de diminuer le risque de change. C'est une technique très utilisée par les professionnels. C'est par exemple, le cas d'un investisseur institutionnel européen qui a décidé d'acheter des actions américaines. Il est alors en risque de change car si le dollar baisse, la contrevaleur en euro de ses titres américains baissera. Pour s'immuniser de ce risque, il va alors vendre le montant équivalent en dollars des actions qu'il vient d'acheter. Cette opération sera réalisée à l'aide d'un swap de change.

### Prévision
Il s'agit d'anticiper les mouvements du marché grâce à une observation plus ou moins avancée de l'environnement financier, économique et politique. L'intérêt de l'anticipation des mouvements de change est la spéculation. Pour cela, de nombreuses sources d'informations sont à la disposition du trader Forex (Reuters, Telerate, Bloomberg L.P.) lui permettant d'accéder à toutes les cotations et informations financières utiles pour son trading. Il a également accès aux indicateurs économiques des principaux pays ainsi qu'aux informations financières mondiales. Il est en mesure de se forger une opinion sur l'évolution des cours ou taux et ainsi d'anticiper des mouvements futurs.

### Arbitrage
Il consiste à essayer de tirer parti de décalages ponctuels de prix ou de cours d'un même actif (une même devise, par exemple), sur deux marchés différents. L'arbitragiste peut réaliser ces opérations sur un seul actif. Il peut soit considérer le spot/l'option ou plusieurs marchés dont le sous-jacent est identique, par exemple, entre un forward et les contrats future. De puissants outils informatiques (dits pricers) lui permettant de calculer différents prix ou l'intérêt d'une opération d'arbitrage. Étant donné la vitesse d'exécution nécessaire ainsi que les montants importants à mettre en œuvre pour que l'opération soit significativement rentable, ce type de stratégie n'est réalisable que par les professionnels.

### Courtiers
Pour échanger des devises sur le Forex, il est nécessaire de passer par l'intermédiaire d'un courtier (ou broker en anglais). Le courtier fournit l’accès au marché via une plateforme d'échange et des cotations en temps réel. Le courtier se rémunère en général sur le spread qui correspond à la différence entre le prix d'achat (prix bid) et le prix de vente (prix ask). Le marché français compte une dizaine de courtiers basés en France. Huit courtiers opèrent en Suisse, dont six courtiers spécialisés.